# 学年別漢字配当表 (1989-2016)
以下は、文部科学省によって1989年（平成元年）3月15日に改定され、1992年（平成4年）4月1日に施行された学年別漢字配当表（がくねんべつかんじはいとうひょう）記載の漢字一覧である。全1006字。2020年（令和2年）4月1日以降は、2017年（平成29年）に改定されたもの（全1026字）が使用されている。

## 第1学年（80字）
一 右 雨 円 王 音 下 火 花 貝 学 気 九 休 玉 金 空 月 犬 見 五 口 校 左 三 山 子 四 糸 字 耳 七 車 手 十 出 女 小 上 森 人 水 正 生 青 夕 石 赤 千 川 先 早 草 足 村 大 男 竹 中 虫 町 天 田 土 二 日 入 年 白 八 百 文 木 本 名 目 立 力 林 六

## 第2学年（160字）
引 羽 雲 園 遠 何 科 夏 家 歌 画 回 会 海 絵 外 角 楽 活 間 丸 岩 顔 汽 記 帰 弓 牛 魚 京 強 教 近 兄 形 計 元 言 原 戸 古 午 後 語 工 公 広 交 光 考 行 高 黄 合 谷 国 黒 今 才 細 作 算 止 市 矢 姉 思 紙 寺 自 時 室 社 弱 首 秋 週 春 書 少 場 色 食 心 新 親 図 数 西 声 星 晴 切 雪 船 線 前 組 走 多 太 体 台 地 池 知 茶 昼 長 鳥 朝 直 通 弟 店 点 電 刀 冬 当 東 答 頭 同 道 読 内 南 肉 馬 売 買 麦 半 番 父 風 分 聞 米 歩 母 方 北 毎 妹 万 明 鳴 毛 門 夜 野 友 用 曜 来 里 理 話

## 第3学年（200字）
悪 安 暗 医 委 意 育 員 院 飲 運 泳 駅 央 横 屋 温 化 荷 界 開 階 寒 感 漢 館 岸 起 期 客 究 急 級 宮 球 去 橋 業 曲 局 銀 区 苦 具 君 係 軽 血 決 研 県 庫 湖 向 幸 港 号 根 祭 皿 仕 死 使 始 指 歯 詩 次 事 持 式 実 写 者 主 守 取 酒 受 州 拾 終 習 集 住 重 宿 所 暑 助 昭 消 商 章 勝 乗 植 申 身 神 真 深 進 世 整 昔 全 相 送 想 息 速 族 他 打 対 待 代 第 題 炭 短 談 着 注 柱 丁 帳 調 追 定 庭 笛 鉄 転 都 度 投 豆 島 湯 登 等 動 童 農 波 配 倍 箱 畑 発 反 坂 板 皮 悲 美 鼻 筆 氷 表 秒 病 品 負 部 服 福 物 平 返 勉 放 味 命 面 問 役 薬 由 油 有 遊 予 羊 洋 葉 陽 様 落 流 旅 両 緑 礼 列 練 路 和

## 第4学年（200字）
愛 案 以 衣 位 囲 胃 印 英 栄 塩 億 加 果 貨 課 芽 改 械 害 街 各 覚 完 官 管 関 観 願 希 季 紀 喜 旗 器 機 議 求 泣 救 給 挙 漁 共 協 鏡 競 極 訓 軍 郡 径 型 景 芸 欠 結 建 健 験 固 功 好 候 航 康 告 差 菜 最 材 昨 札 刷 殺 察 参 産 散 残 士 氏 史 司 試 児 治 辞 失 借 種 周 祝 順 初 松 笑 唱 焼 象 照 賞 臣 信 成 省 清 静 席 積 折 節 説 浅 戦 選 然 争 倉 巣 束 側 続 卒 孫 帯 隊 達 単 置 仲 貯 兆 腸 低 底 停 的 典 伝 徒 努 灯 堂 働 特 得 毒 熱 念 敗 梅 博 飯 飛 費 必 票 標 不 夫 付 府 副 粉 兵 別 辺 変 便 包 法 望 牧 末 満 未 脈 民 無 約 勇 要 養 浴 利 陸 良 料 量 輪 類 令 冷 例 歴 連 老 労 録

## 第5学年（185字）
圧 移 因 永 営 衛 易 益 液 演 応 往 桜 恩 可 仮 価 河 過 賀 快 解 格 確 額 刊 幹 慣 眼 基 寄 規 技 義 逆 久 旧 居 許 境 均 禁 句 群 経 潔 件 券 険 検 限 現 減 故 個 護 効 厚 耕 鉱 構 興 講 混 査 再 災 妻 採 際 在 財 罪 雑 酸 賛 支 志 枝 師 資 飼 示 似 識 質 舎 謝 授 修 述 術 準 序 招 承 証 条 状 常 情 織 職 制 性 政 勢 精 製 税 責 績 接 設 舌 絶 銭 祖 素 総 造 像 増 則 測 属 率 損 退 貸 態 団 断 築 張 提 程 適 敵 統 銅 導 徳 独 任 燃 能 破 犯 判 版 比 肥 非 備 俵 評 貧 布 婦 富 武 復 複 仏 編 弁 保 墓 報 豊 防 貿 暴 務 夢 迷 綿 輸 余 預 容 略 留 領

## 第6学年（181字）
異 遺 域 宇 映 延 沿 我 灰 拡 革 閣 割 株 干 巻 看 簡 危 机 揮 貴 疑 吸 供 胸 郷 勤 筋 系 敬 警 劇 激 穴 絹 権 憲 源 厳 己 呼 誤 后 孝 皇 紅 降 鋼 刻 穀 骨 困 砂 座 済 裁 策 冊 蚕 至 私 姿 視 詞 誌 磁 射 捨 尺 若 樹 収 宗 就 衆 従 縦 縮 熟 純 処 署 諸 除 将 傷 障 城 蒸 針 仁 垂 推 寸 盛 聖 誠 宣 専 泉 洗 染 善 奏 窓 創 装 層 操 蔵 臓 存 尊 宅 担 探 誕 段 暖 値 宙 忠 著 庁 頂 潮 賃 痛 展 討 党 糖 届 難 乳 認 納 脳 派 拝 背 肺 俳 班 晩 否 批 秘 腹 奮 並 陛 閉 片 補 暮 宝 訪 亡 忘 棒 枚 幕 密 盟 模 訳 郵 優 幼 欲 翌 乱 卵 覧 裏 律 臨 朗 論

## 改定前との比較
| 学年 | 改定前 | 表に追加 | 表から削除 | 別学年から | 別学年へ | 改定後 |
| ---- | ------ | -------- | ---------- | ---------- | -------- | ------ |
| 1    | 76     | -        | -          | 4          | -        | 80     |
| 2    | 145    | -        | -          | 19         | 4        | 160    |
| 3    | 195    | 5        | -          | 14         | 14       | 200    |
| 4    | 195    | 5        | -          | 15         | 15       | 200    |
| 5    | 195    | 4        | 2          | 2          | 14       | 185    |
| 6    | 190    | 6        | 8          | 6          | 13       | 181    |
| 合計 | 996    | 20       | 10         | (60)       | (60)     | 1006   |

第2学年から第1学年に移動（4字）
貝 玉 草 竹
第3学年から第2学年に移動（14字）
園 角 活 岩 兄 言 公 細 週 線 直 内 肉 万
第4学年から第2学年に移動（1字）
姉
第6学年から第2学年に移動（4字）
羽 丸 弓 矢
第4学年から第3学年に移動（13字）
委 央 漢 区 宿 真 相 想 速 談 倍 筆 練
第6学年から第3学年に移動（1字）
羊
中学から第3学年に移動（5字）
皿 昔 笛 豆 箱
第5学年から第4学年に移動（8字）
果 訓 児 祝 特 得 未 無
第6学年から第4学年に移動（7字）
街 泣 径 好 笑 仲 兆
中学から第4学年に移動（5字）
札 松 巣 束 梅
第4学年から第5学年に移動（1字）
勢
第6学年から第5学年に移動（1字）
可
中学から第5学年に移動（4字）
桜 枝 飼 夢
第5学年から第6学年に移動（6字）
絹 蚕 収 衆 除 善
中学から第6学年に移動（6字）
激 盛 装 誕 並 暮
第5学年から中学に移動（配当表から削除）（2字）
歓 称
第6学年から中学に移動（配当表から削除）（8字）
壱 勧 兼 釈 需 是 俗 弐